# Tudor Pendiuc
Tudor Pendiuc (n.5 august 1954, Balș) este un fost politician român care a ocupat funcția de primar al orașului Pitești în perioada 1992-2015. Acesta este cetățean de onoare, al orașului Kragujevac, Serbia.
Pe 20 martie 2015 Tudor Pendiuc a fost trimis în judecată de DNA pentru luare de mită și abuz în serviciu.
Pe 5 mai 2023 Tudor Pendiuc a fost condamnat definitiv de Curtea de Apel București la 4 ani de închisoare cu executare. El a fost liberat condiționat pe 28 ianuarie 2025.
1. ↑  „trimitere”.
2. ↑  „condamnare”.
3. ↑  Mureșan, Ionuț (5 iulie 2025). „Tudor Pendiuc și afaceriștii din jurul lui cer revizuirea condamnărilor din Dosarul Publitrans: „Prejudiciul de 23 de milioane de lei nu există"”. Libertatea. Arhivat din originalul de la 6 iulie 2025. Accesat în 6 iulie 2025.